# José María Salcedo (periodista)
José María Salcedo de la Torre (Bilbao, 12 de septiembre de 1946), conocido como Chema Salcedo, es un periodista, profesor universitario, escritor y actor hispanoperuano.

## Biografía
De padre combatiente en la guerra civil española, José María nació en España y, a los cuatro años, viajó al Perú para radicar en el distrito de Miraflores. Fue director de El Diario de Marka y presidente del Directorio de IRTP a finales del siglo XX. Uno de sus aportes literarios fue para la revista Quehacer, sobre la preferencia de la música chicha en la Lima urbana.
También fue conductor de Fulanos y menganos, entre 2002 y 2010, para el canal Plus TV, y Entre amigos. En 2011, fue director de servicios informativos de RPP, participó como imagen radial y televisiva, y obtuvo su programa de entrevistas. Además, realizó la campaña de la radio «Nuestra tierra» para la reconstrucción de Ica tras el terremoto de 2007.
En 2006 asumió de moderador en el debate de candidatos a la alcaldía de la Municipalidad de Lima Metropolitana. En 2011, condujo y moderó nuevamente los debates presidenciales en 2011 y 2016 con Mávila Huertas.
Además de periodista, escribió libros como Uchuraccay. Testimonio de una masacre, crónica del evento de 1983 con la edición de Guillermo Thorndike; y El jefe. De ambulante a magnate, biografía de 1993 centrada en el fundador del emporio comercial de Gamarra, Vicente Díaz Arce. Así como dirigió documentales, como las anécdotas con la selva peruana: Amazónico hoy, premiado por el Award of Merit en el Indie Fest de Estados Unidos; Asháninka; Aita, padre, sobre la etapa de su padre como soldado vasco; y la internacional Rwanda, mi última utopía, para RPP.
En 2017, le detectaron cáncer de encías y, al año siguiente, fue operado, lo que le permitió elaborar su unipersonal. En 2021 el alcalde de Miraflores, Luis Molina, lo condecoró con la Medalla Cívica Municipal. En ese año, anunció su inclusión en PBO Radio.